# بزرگ‌ترین داستان عالم
بزرگ‌ترین داستان عالم (به انگلیسی: The Greatest Story Ever Told) نام فیلمی به کارگردانی جرج استیونس محصول سال ۱۹۶۵
بر مبنای عهد جدید از کتاب مقدس در مورد زندگی عیسی مسیح از تولد تا صعود به آسمان است.

## بازیگران و نقش‌ها
- مکس فون سیدو در نقش عیسی مسیح
- دوروتی مک‌گوایر در نقش مریم مقدس
- چارلتون هستون در نقش یحیی
- کلود رینس در نقش هرود بزرگ
- خوزه فرر در نقش هیرودیس آنتیپاس
- تلی ساوالاس در نقش پونتیوس پیلاطس
- مارتین لاندو در نقش قیافا
- دیوید مک‌کالوم در نقش یهودا اسخریوطی
- جوآنا دونهام در نقش مریم مجدلیه
- نقش‌های کوتاه توسط این بازیگران ایفا شده‌است: مایکل آنسارا، اینا بلین، کارول بیکر، پت بون، ریچارد کونته، جان کراوفورد، وان هفلین، آنجلا لنسبوری، مارک لنارت، رابرت لوگیا، جنت مارگولین، سال مینئو، نحمیا پرسوف، سیدنی پوآتیه، گری ریموند، شلی وینترز، جان وین، رودی مک‌داول، اد وین، ویکتور بوینو، جان کارادین، دیوید مک‌کالوم، دونالد پلیسنس، رابرت بلیک (هنرپیشه)، میکی سیمپسون